# 呷尔镇
呷尔镇，是中华人民共和国四川省甘孜藏族自治州九龙县下辖的一个乡镇级行政单位。

## 行政区划
呷尔镇下辖以下地区：
团结上街社区、团结下街社区、呷尔村民委员会、华丘村民委员会、查尔村和扎日村。